# Vasili Davidenko
Vasili Aleksandrovitsj Davidenko (Russisch: Василий Александрович Давиденко) (Tbilisi (Georgië), 3 juli 1970) is een voormalig Russisch wielrenner die ook in het veldrijden actief was. Het grootste deel van zijn loopbaan reed hij in Amerikaanse dienst en sinds 1988 heeft hij de Amerikaanse nationaliteit. In 2001 werd Davidenko voor twee maanden geschorst door zijn ploeg omdat zijn urine bij een dopingtest na een criterium sporen van nandrolon bevatte.
Na zijn wielercarrière werd hij ploegleider bij onder meer Navigators Insurance Cycling Team en Team Type 1.

## Belangrijkste overwinningen
1990
- 3e, 6e, 10e en 15e etappe Ronde van Mexico

1991
- 3e en 4e etappe Vredeskoers

1992
- GP Liberazione (U23)

1995
- 10e etappe Tour DuPont

1996
- Russisch kampioen op de weg, Elite
- 1e etappe Ronde van Polen

1998
- Amerikaans kampioen veldrijden, Elite

1999
- 5e etappe Cascade Classic

2000
- 1e, 2e en 4e etappe deel B Tour de Beauce

2001
- Sea Otter Classic
- 6e etappe Ronde van de Abruzzen

2003
- 5e etappe deel B Tour de Beauce

## Resultaten in voornaamste wedstrijden
| Jaar | Milaan-San Remo | Gent-Wevelgem |
| ---- | --------------- | ------------- |
| 1995 | 34e             |               |
| 1996 | 117e            | 102e          |

Wielerploegen van Vasili Davidenko
Bonciucov ·
Cattai ·
Chiurato ·
Davidenko ·
Dzjavanjan ·
Ferrigato ·
Fincato ·
Fondriest ·
Hontsjenkov ·
Lino ·
Manzoni · 
Oegroemov · 
Savoldelli ·
Sedoen · 
Sgnaolin · 
Sivakov · 
Soerkov · 
Zen